# Bachmutka
Die Bachmutka (ukrainisch Бахму́тка) ist ein 91 km langer rechter Nebenfluss des Siwerskyj Donez im Nordosten der ukrainischen Oblast Donezk. Das Einzugsgebiet der Bachmutka umfasst ein Areal von 1680 km².

## Flusslauf
Die Bachmutka entspringt am Nordrand von Horliwka auf einer Höhe von 259 m. Die Bachmutka fließt in überwiegend nördlicher Richtung durch den Nordostteil der Oblast Donezk. Sie durchfließt bei Flusskilometer 58 die Mittelstadt Bachmut. Etwa 5 Kilometer oberhalb der Mündung befindet sich die Kleinstadt Siwersk am Flusslauf. Die Bachmutka mündet schließlich auf einer Höhe von 56 m in den nach Osten fließenden Siwerskyj Donez.

## Geschichte
Im Verlauf des Ukraine-Krieges in den Jahren 2022 und 2023 bildete der Flusslauf streckenweise die Frontlinie.

## Bilder

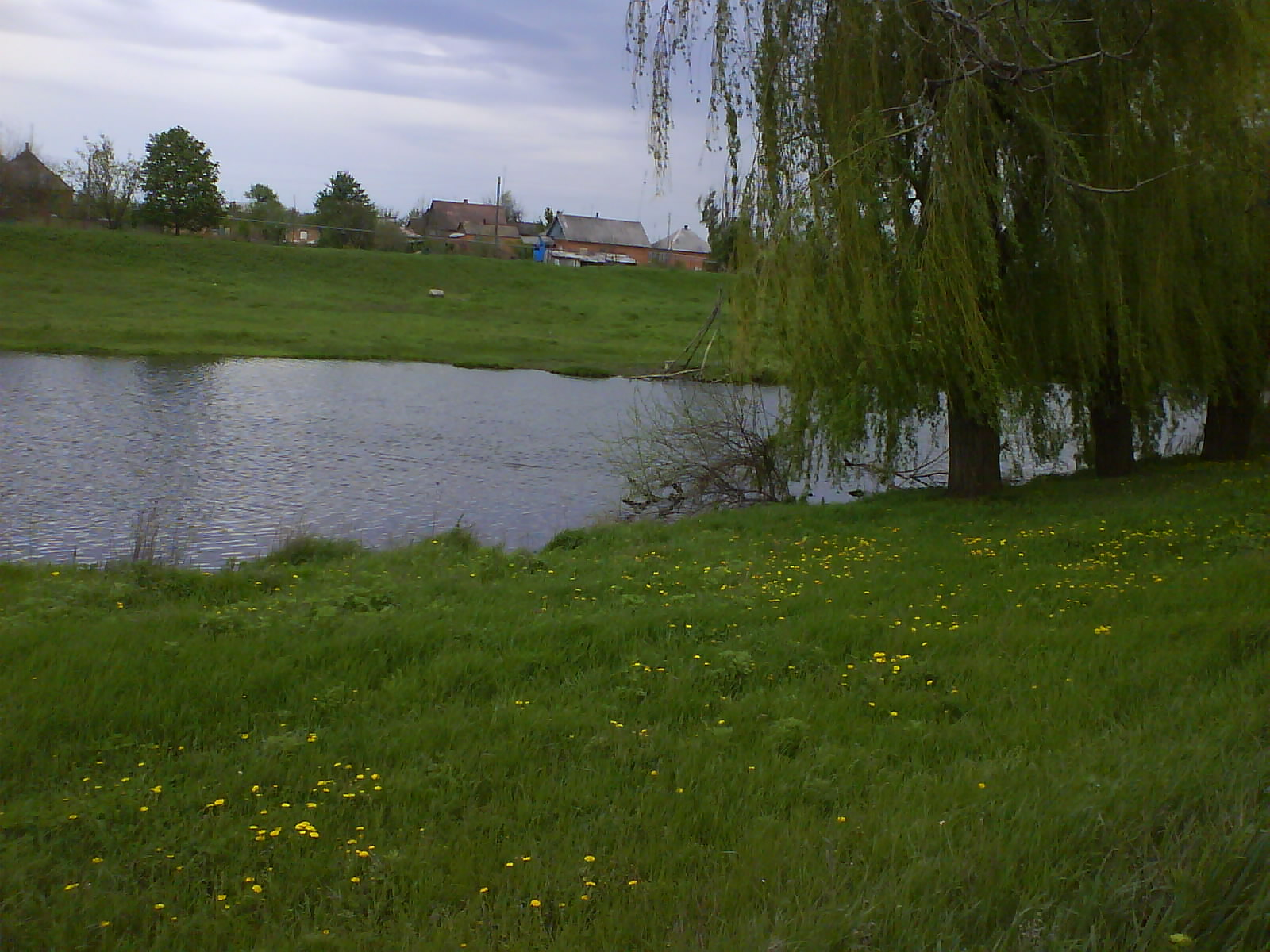
Die Bachmutka bei Siwersk
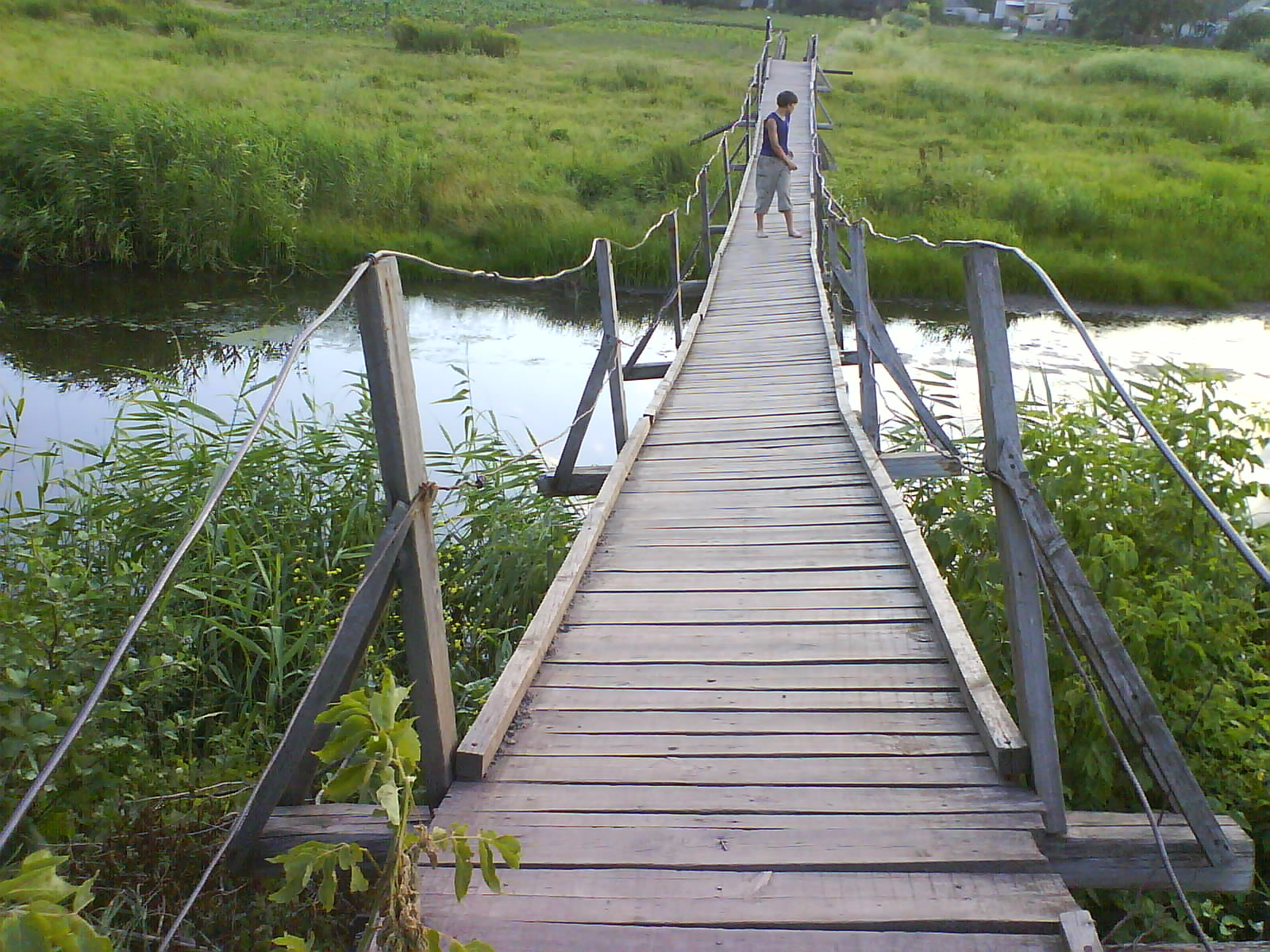
Fußgängerbrücke über die Bachmutka bei Siwersk